# Longelse Kirke
Longelse Kirke ligger i Nr. Longelse i Langeland Kommune, tidligere Rudkøbing Kommune. Kirken er fra 1200-tallet med romansk skib og sengotisk langhuskor. Prædikestol, alterbord og altertavle er fra renæssancetiden.

## Eksterne kilder og henvisninger
- Longelse Kirke hos KortTilKirken.dk